# Hernâni Broco
Hernâni Broco (Torres Vedras, 13 de junio de 1981) es un ciclista portugués que fue profesional de 2004 a 2016.

## Biografía
En 2001, Hernâni Broco participó en los campeonatos del mundo de Lisboa en Portugal. Acabó 14º en la prueba en contrarreloj en categoría sub-23 y 63.º de la prueba en líena en la misma categoría. En los  campeonatos del mundo de 2002, en Zolder en Bélgica quedó 37.º en la prueba en contrarreloj en categoría sub-23. En 2003, se convirtió en campeón de Portugal en contrarreloj sub-23. 
En 2004, se convirtió en profesional con el equipo LA-Pecol.
El 25 de octubre de 2013 anunció su retirada del ciclismo tras diez temporadas como profesional y con 32 años de edad. Sin embargo tras este anuncio, recibió una oferta del equipo Louletano-Dunas Douradas, la cual aceptó y seguirá corriendo en 2014.
Definitivamente el 28 de noviembre de 2016 anunció su retirada del ciclismo tras trece temporadas como profesional y con 35 años de edad pasando a ser director deportivo del equipo Sicasal sub-23.

## Palmarés
2001
- 1 etapa del Gran Premio CTT Correios de Portugal

 2005
- 1 etapa del GP del Miño
- 3.º en el Campeonato de Portugal Contrarreloj

 2007
- 1 etapa del GP Barbot

2011
- 1 etapa de la Vuelta a Portugal
- 3.º en el Campeonato de Portugal Contrarreloj

## Resultados en Grandes Vueltas y Campeonatos del Mundo
| Carrera         | Carrera         | 2004 | 2005 | 2006 | 2007 | 2008 | 2009 | 2010 | 2011 | 2012 | 2013 | 2014 | 2015 | 2016 |
| --------------- | --------------- | ---- | ---- | ---- | ---- | ---- | ---- | ---- | ---- | ---- | ---- | ---- | ---- | ---- |
|                 | Giro de Italia  | —    | —    | —    | —    | —    | —    | —    | —    | —    | —    | —    | —    | —    |
|                 | Tour de Francia | —    | —    | —    | —    | —    | —    | —    | —    | —    | —    | —    | —    | —    |
|                 | Vuelta a España | —    | —    | —    | —    | —    | —    | —    | —    | 53.º | —    | —    | —    | —    |
| Mundial en Ruta | Mundial en Ruta | —    | —    | —    | Ab.  | —    | —    | 56.º | —    | —    | —    | —    | —    | —    |

―: no participa

Ab.: abandono